# Lennox (Dakota Południowa)
Lennox – miasto w Stanach Zjednoczonych, w stanie Dakota Południowa, w hrabstwie Lincoln.